# Cook off
Als Cook off (engl. auch cooking off) bezeichnet man die Selbstzündung von Munition durch Umgebungshitze.
Der Begriff bezeichnet sowohl die unbeabsichtigte Explosion von nicht geladener Munition als auch das unbeabsichtigte Abfeuern einer geladenen Waffe durch Hitzeeinwirkung. Wird die Zündung durch Feuer ausgelöst, spricht man von einem „schnellen“ Cook-Off, bei niedrigeren Temperaturen von einem „langsamen“ Cook-Off.
Ein Cook-Off einer Patrone oder Bombe kann in der Nähe gelagerte Munition ebenfalls zur Explosion bringen (Sekundärexplosion).

## Prinzip
Die Treib- bzw. Sprengladung einer Munition entzündet sich bei Erreichen beziehungsweise dem Überschreiten einer spezifischen Temperatur schlagartig von selbst. Diese Temperatur ist von Material zu Material unterschiedlich. Je heißer die Umgebung, in der sich die Munition befindet, desto schneller ist die Zündtemperatur erreicht und kommt es zur Selbstzündung.

## Artillerie
Das Problem des Cook-Offs existierte bereits bei mit Schwarzpulver betriebenen Vorderladern. Wurde der Lauf bei langanhaltendem Einsatz des Geschützes zu heiß, konnte die Schwarzpulverladung beim Laden oder während des Richtens der Kanone vorzeitig zünden und die Mannschaft verletzen. Im Zeitalter der hölzernen Segelschiffe führten schwere Brände an Bord eines bewaffneten Schiffes dazu, dass bereits geladene Kanonen unkontrolliert abgefeuert wurden. Beispiele hierfür sind der Handelssegler Earl Fitzwilliam und HMS Queen Charlotte.
Moderne Artilleriegeschütze können durch schnelle Schussfolge über längere Zeiträume „heißgeschossen“ werden, was die Gefahr eines Cook-Offs mit sich bringt, wenn z. B. in einer Haubitze am Ende eines längeren Feuereinsatzes eine Granate mit Treibladung im Rohr verbleibt. Auch aus diesem Grund operieren moderne Artillerieeinheiten mit Feueraufträgen, bei denen pro Geschütz eine zuvor festgelegte Anzahl an Granaten abgefeuert und nach dem letzten Schuss keine weitere Granate geladen wird. Mörser können ebenfalls so heiß geschossen werden, dass die Treibladung einer zugeführten Granate vorzeitig zündet.

## Automatische Waffen

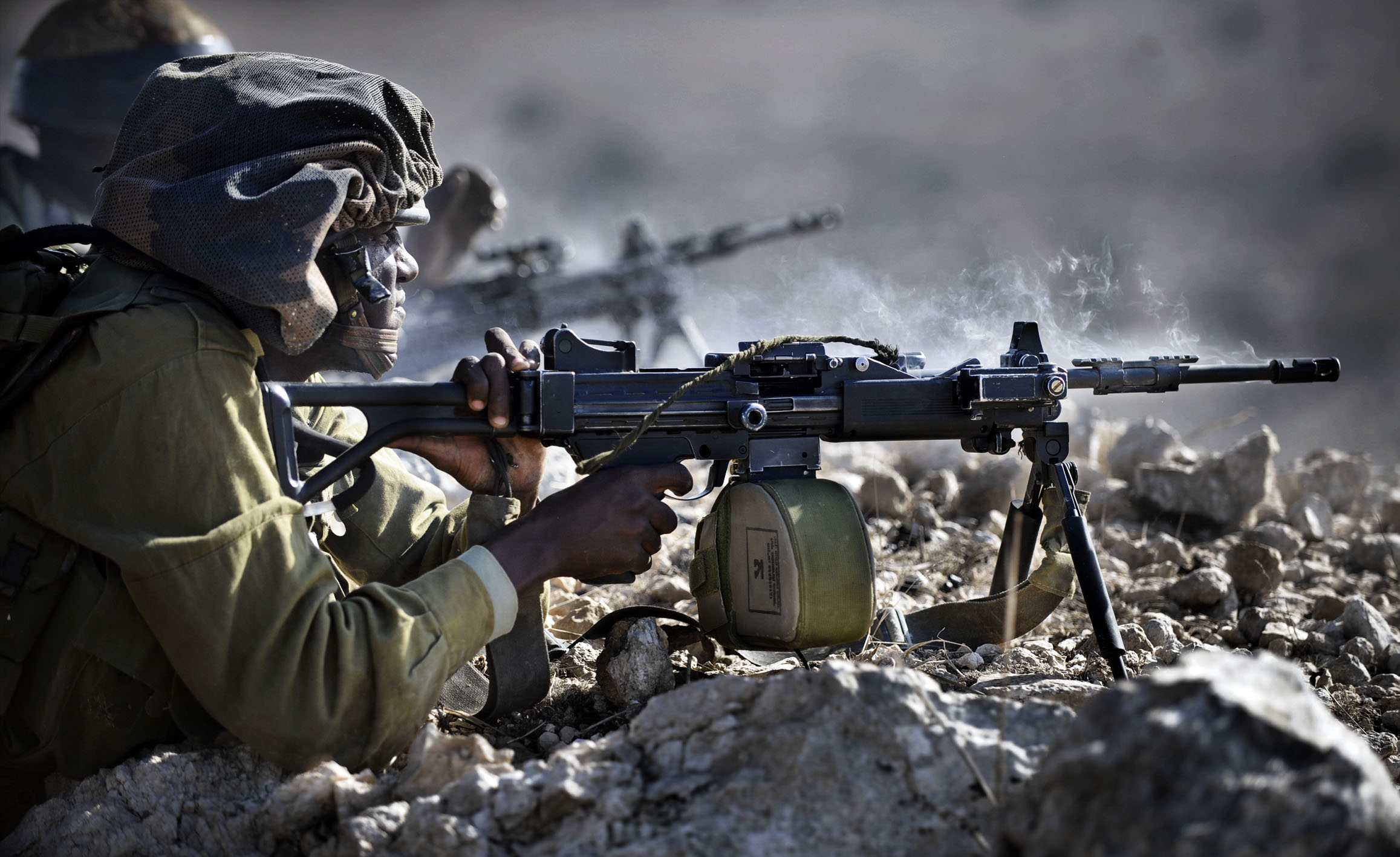
Heißgeschossener Lauf eines IWI Negev

Cook-Offs sind ein Problem bei Selbstladegewehren und automatischen Waffen, vor allem von luftgekühlten Maschinengewehren. Durch mehrfaches Abfeuern innerhalb kurzer Zeit können sich Lauf und Patronenlager stark erhitzen, die Waffe „heißgeschossen“ werden. Wird die Waffe zu heiß, kann es passieren, dass die Treibladung einer gerade zugeführten Patrone durch die im Patronenlager bestehende Hitze selbstzündet, bevor der Verschluss verriegelt ist. In diesem Fall wird der Schuss verfrüht ausgelöst und die heißen Treibgase können durch den geöffneten Verschluss zurückschlagen, die Waffe beschädigen und den Schützen dahinter verletzen.
Bei aufschießenden Waffen bewegt sich zudem der Verschluss nach dem Loslassen des Abzugs konstruktionsbedingt noch nach vorne, führt eine Patrone ins Patronenlager ein und verriegelt ohne Schussabgabe, es befindet sich also auch nach Einstellen des Feuers eine scharfe Patrone im verriegelten Patronenlager. In einer heißgeschossenen Waffe kann sich diese Patrone dann so weit erhitzen, dass die Treibladung nicht durch den Schlagbolzen, sondern bei Erreichen der Zündtemperatur spontan zündet und sich ungewollt ein Schuss löst. Bei zuschießenden Waffen kann es so ebenfalls zum Cook-off kommen, allerdings ist die Wahrscheinlichkeit deutlich geringer, da hierfür zuvor durch eine andere Störung eine Patrone im Lager verblieben sein muss.
Nitrozellulose, der Hauptbestandteil moderner rauchloser Treibladungen, hat eine vergleichsweise niedrige Zündtemperatur von 160–170 °C. Entgegen einiger Mythen führt ein Cook-off nicht dazu, dass die Waffe „durchgeht“ und unkontrolliertes Dauerfeuer schießt, da die jeweils neu eingeführte Patrone sich immer erst auf die Zündtemperatur erwärmen muss. Wie schnell dies geschieht, hängt davon ab, welche Temperatur in der Waffe auf sie einwirkt. Moderne, hülsenlose Munition verschärft das Problem der Hitzeentwicklung in der Waffe, da die als Kühlkörper und Isolator wirkende Metallhülse fehlt, wodurch andere Kühlungsmaßnahmen erforderlich sind.

### Vermeidung

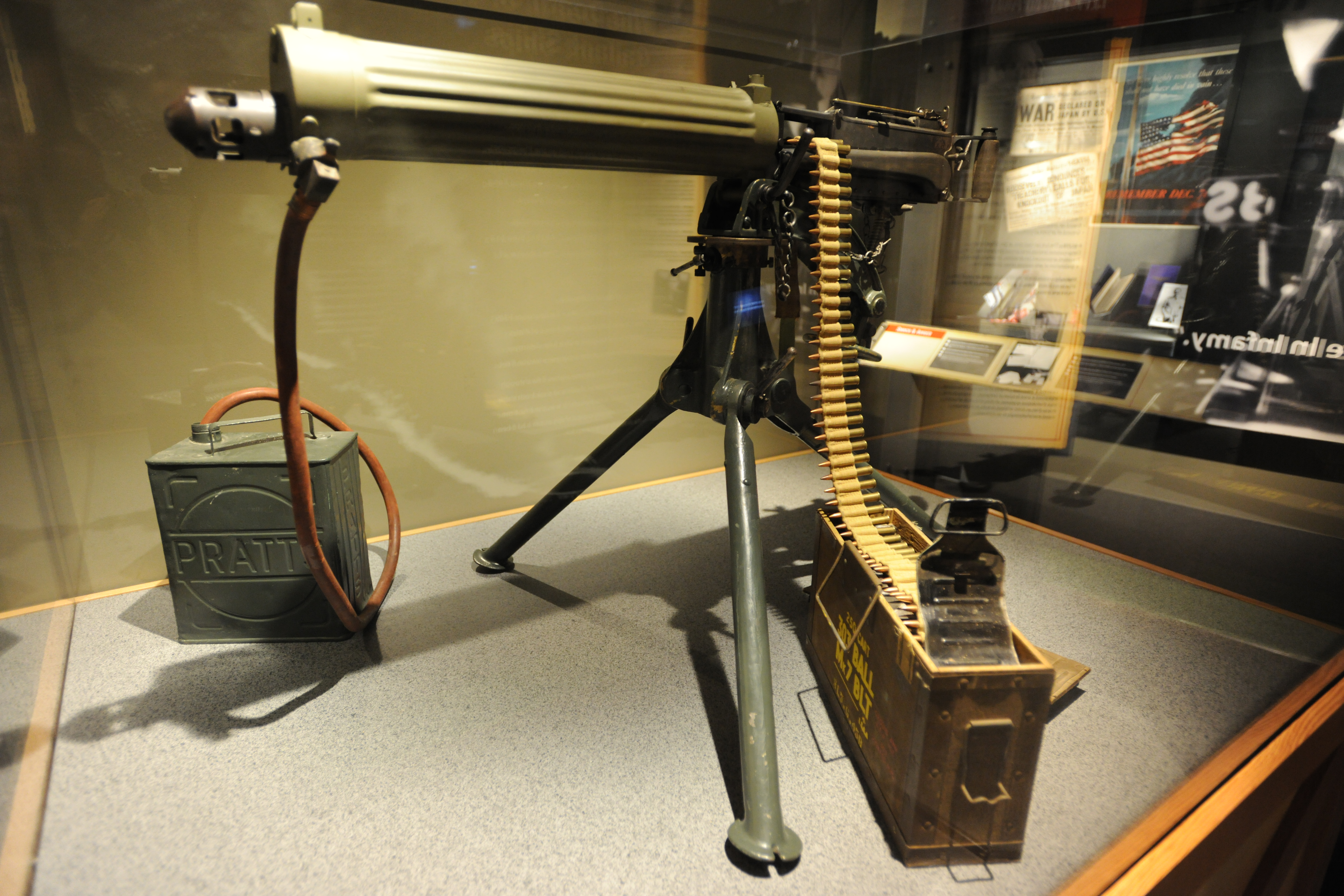
Vickers-Maschinengewehr mit Kühlwassermantel um den Lauf und einem Kondensatbehälter

Möglichkeiten zur Vermeidung von Cook offs sind z. B.:
- Modifikation/Konstruktionsänderung von Abzugssystemen automatischer Waffen: Hierbei wird die Möglichkeit zur vollautomatischen Schussabgabe (Dauerfeuer) auf drei bis fünf Schuss begrenzt (Reihenfeuer / Burst).
- Auslegung der Waffe als zuschießende Waffe, bei der der Verschluss erst im Moment der Schussabgabe nach vorn läuft, eine Patrone ins Lager einführt und diese abfeuert, ansonsten aber in hinterer Position stehen bleibt.
- Kühlung des Laufs, z. B. durch einen Laufwechsel oder Wasserkühlung.
- Mehrere Läufe, siehe Gatling
- Ein Verschlussfang hält den Verschluss nach der Zündung der letzten Patrone in seiner hinteren Stellung, wodurch der Lauf und das Patronenlager besser abkühlen können.
- Metallpatronen, bei denen die Hülse beim Auswurf einen großen Teil der Abwärme aus der Waffe entfernt beziehungsweise erst selbst erwärmt werden muss, bevor die Umgebungstemperatur auf die Treibladung wirken kann.
- Training von Feuerdisziplin und Vermeidung von Dauerfeuer.

## Panzer
Cook-Offs sind eine ernstzunehmende Gefahr für Panzer und deren Besatzungen, vor allem bei feindlichem Beschuss. Ein Treffer ins Munitionslager eines Panzers kann dazu führen, dass sich die gesamte darin befindliche Munition schlagartig entzündet und den Panzer zerstört.

### Vermeidung
- Panzern des Munitionslagers.
- Installation von Wassertanks, die bei einem Treffer aufbrechen und das Lager fluten, so genannte „nasse“ Lager.
- Abtrennung des Magazins vom Kampfraum durch ein Panzerschott.
- Installation von Sprengschotten, die die Wucht der Explosion nach außen ableiten.
- Räumliche Trennung der einzelnen Patronen im Magazin.

## Raketen und Bomben
Cook-Offs von Flugzeugmunition sind eine ernstzunehmende Gefahr während der Vorbereitungen vor einem Einsatz, besonders auf Flugzeugträgern. Treibstofffeuer, die sich auf den weiträumigen Flug- und Hangardecks schnell ausbreiten und zahlreiche Flugzeuge und gelagerte Munition erfassen können, sind hierbei die größte Gefahr.
Ein bekanntes Beispiel für einen durch Selbstzündung ausgelösten Unfall ist die Forrestal-Katastrophe, bei der alte Fliegerbomben aus dem Zweiten Weltkrieg, die einem Kerosinbrand ausgesetzt waren, zur Explosion kamen. Moderne, konventionelle Bomben können in der Regel für mehr als drei Minuten einem Kerosinbrand ausgesetzt werden, bevor die Hitze die Bomben zur Explosion bringt. Bei den eher primitiven Fliegerbomben des Zweiten Weltkriegs war diese „Garzeit“ genannte Zeitreserve aufgrund ihrer Konstruktionsweise und ihres Alters weniger als halb so groß, was zu einer weit geringeren Reaktionszeit für die Brandbekämpfung führte.
Ein weiteres Beispiel für einen Cook-Off unter anderen Vorzeichen war die Explosion an Bord der Enterprise im Jahr 1969, als die Abgase einer MD-3A „Huffer“ Hilfsstarteinheit den Sprengkopf einer Zuni-Rakete überhitzten.
Im Zweiten Weltkrieg verlor die Kaiserlich Japanische Marine unter anderem die Flugzeugträger Kaga und Hiryū durch infolge von Treffern entflammte Großfeuer, die durch die an Bord gelagerten Flugzeuge, deren Treibstoff und in den Flammen selbstzündende Munition genährt wurden.